# Dislocation de la Russie
Cet article concerne une hypothétique dislocation de la fédération de Russie. Pour l'événement de 1991, voir Dislocation de l'Union soviétique.

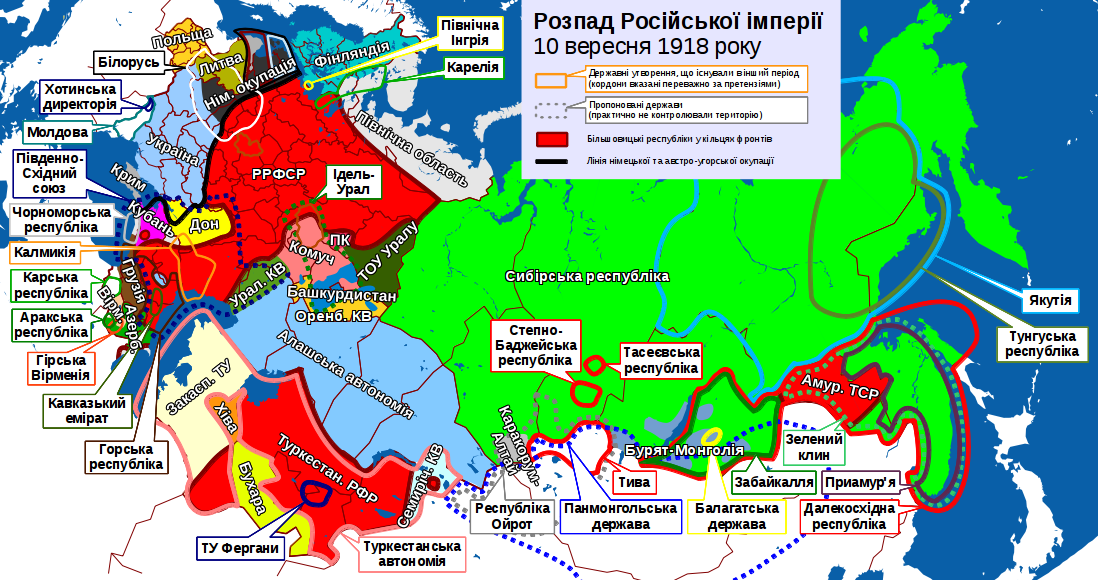
L'effondrement de l'Empire russe en septembre 1918. Une variété de commentateurs (russes et non russes, pro et anti-russes) prévoient qu'une telle situation pourrait se reproduire à l'avenir.

La dislocation de la Russie est un effondrement hypothétique de la fédération de Russie d'un État unifié à divers États successeurs indépendants potentiels. Le terme est utilisé dans la littérature universitaire et le journalisme dans les discussions sur l'État russe et les défis qui sont perçus comme une menace pour l'unité et l'intégrité de l'État russe,.
La fédération de Russie actuelle est considérée comme l'État continuateur de l'Union soviétique. Diverses tendances et problèmes susceptibles de remettre en cause la permanence de la fédération de Russie unifiée ont été discutés publiquement et dans le milieu universitaire par des personnalités telles que Garry Kasparov, Mikhaïl Leontiev, German Gref, Maxim Kalachnikov, Sergueï Kurginyan (en), Alexandre Prokhanov, Natalia Narotchnitskaïa et Dmitri Medvedev.

## Précédents historiques

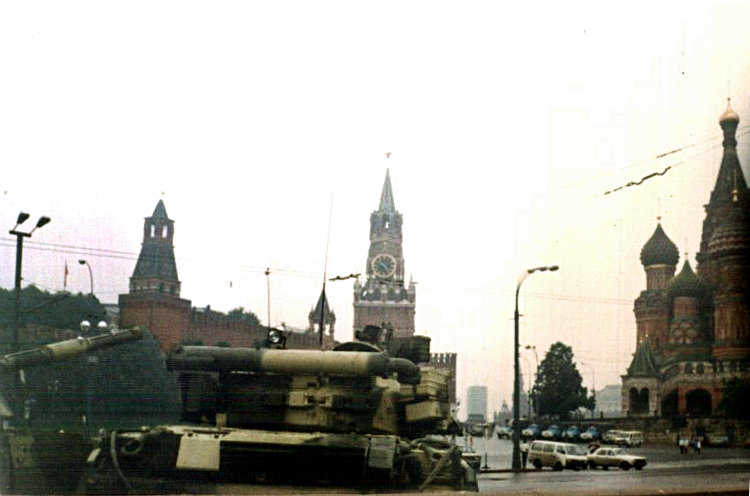
Des chars T-80UD sur la place Rouge pendant la tentative de coup d'État soviétique de 1991. Lieu : Rampe nord du pont Bolchoï Moskvoretsky (pas exactement la place Rouge, à environ 200 mètres au sud de sa limite sud formelle, avec la tour Nabatnaya en vue).

### Empire russe
L'historien britannique Geoffrey Hosking (en) estime que la politique des autorités de l'Empire russe comprenait la russification, qui a contribué à la centralisation du pouvoir et à l'élimination des privilèges locaux. Selon lui, la russification visait également à donner à tous les peuples de l'Empire russe un sentiment d'appartenance à la Russie, à son passé et à ses traditions. La russification active des banlieues ethniques occidentales a commencé dans la première moitié du XIXe siècle et s'est intensifiée dans les années 1860 après le dernier soulèvement polonais. Cependant, au lieu d'être un facteur d'unité, cette politique a, au contraire, nui à l'image de la Russie. En conséquence, la loyauté des minorités (au sein de l'Empire russe) a chuté encore plus, stimulant leurs mouvements de libération nationale, qui n'ont contribué ni au calme ni à l'unité de la population au sein de l'empire. En fait, il a même contrarié des peuples auparavant amis envers le gouvernement tsariste, qui est devenu l'une des raisons de l'effondrement futur de l'Empire russe.
Les idéologues du régionalisme sibérien (milieu des années 1850 - début du XXe siècle) considéraient les Sibériens (en) comme un peuple distinct des Russes de souche. Parmi les scientifiques, il y a à la fois des opposants et des partisans de ce point de vue. L'année 1918 a vu la formation à court terme de la République sibérienne (en) en tant qu'État formel.
La première désintégration de la Russie (en) a eu lieu en 1917. Après la révolution de Février, des processus actifs de désintégration ont commencé, se déroulant dans les sphères économique, sociale et sociopolitique, qui ont finalement conduit à la fin de l'existence d'un État unique. La guerre civile russe a pris fin avec la création de l'URSS, la perte de la Moldavie, qui a été annexée par la Roumanie, et la reconnaissance de l'indépendance des anciens territoires russes : la Finlande, la Pologne, l'Estonie, la Lettonie, la Lituanie et la République populaire de Touva.

### Union soviétique
En Union soviétique, d'une part, le nombre d'entités nationales-territoriales a augmenté et leur statut a augmenté, mais d'autre part, le processus de centralisation a eu lieu. À partir du milieu des années 1920, dans les régions nationales de l'URSS, la korénisation a été réalisée, ce qui signifiait l'introduction de langues nationales-territoriales et de cadres nationaux dans la vie étatique et sociale afin de développer l'identité nationale. Ce processus a également contribué à la croissance du nationalisme régional aux prises avec la « grande puissance », qui a conduit au développement de tendances centrifuges. À la fin des années 1930 (en particulier en 1932-1933), la korénisation a été réduite et nombre de ses participants actifs ont été réprimés. L'introduction généralisée de la langue russe comme langue de communication interethnique a largement supplanté les langues locales.
En 1991, au terme de la Guerre froide contre le bloc de l'Ouest, l'URSS s'est disloquée en 15 républiques : Estonie, Lettonie, Lituanie, Biélorussie, Ukraine, Moldavie, Russie, Géorgie, Arménie, Azerbaïdjan, Kazakhstan, Kirghizistan, Ouzbékistan, Turkménistan et Tadjikistan. Ceux-ci sont devenus des États indépendants, et beaucoup sont devenus membres de la Communauté des États indépendants.

### Fédération de Russie
La Tchétchénie et le Tatarstan ont demandé l'indépendance de la fédération de Russie en 1994. Un accord avec le Tatarstan (en)
, aboutissant à un traité bilatéral, a été conclu et la république est restée partie intégrante de la fédération de Russie. Le conflit avec la Tchétchénie a dégénéré en première guerre de Tchétchénie après le déploiement des troupes russes dans la république en décembre 1994. La Tchétchénie est réintégrée de force à la Russie au terme de la seconde guerre de Tchétchénie.

## Formes de l'État russe
Les pressions qui pourraient conduire à la dislocation de la Russie et les préoccupations concernant la préservation de l'intégrité de l'État prouvent que l'État russe actuel n'est peut-être pas la forme optimale de l'État russe. La discussion sur l'avenir de l'État russe est centrée sur la transformation que l'État russe a subie depuis la dislocation de l'Union soviétique. La question de savoir si la Russie devient un État-nation ou un État impérial hautement centralisé est au centre de ce débat.
Certains chercheurs voient la Russie comme étant en train de se transformer d'un État impérial en un État-nation, y voyant soit une voie souhaitée vers la construction d'une société civile (Yevgeny Yasin (en)) soit l'éclatement inévitable et irréversible d'un empire (Dmitri Trenin (en)). Certains partisans de ce point de vue, comme Emil A. Pain (ru), s'opposent aux ambitions impériales, notant que la croissance de la xénophobie, du traditionalisme et de la peur de l'Occident sont révélatrices de la décadence continue de l'empire.
D'autres, comme Vladimir Shevchenko, considèrent qu'une forme d'État centralisée semblable à un empire est préférable. un état impérial, et morphing de l'empire russe à « l'empire rouge » de l'URSS plus récemment.

## Causes possibles de désintégration

### Tel que discuté par Vladimir Shevchenko
Le chercheur en chef de l'institut de philosophie de l'Académie des sciences de Russie, Vladimir Shevchenko, lors de l'examen de l'article L'effondrement de la Russie au début du XXIe siècle dans les déclarations des contemporains de O. Yu. Maslova, a noté qu'il contient une grande collection d'auteurs sur le thème de la désintégration russe. Ces auteurs vont des partisans inconditionnels de l'idée que l'effondrement de la Russie est presque inévitable et a déjà commencé, aux partisans de l'idée de tentatives artificielles et délibérées de faire s'effondrer le pays.
La principale raison des processus de désintégration et de l'effondrement possible de la Russie, selon le travail de synthèse de Shevchenko, L'avenir de la Russie : stratégies pour la compréhension philosophique, est l'absence d'idée ou de projet national (comme le communisme en Union soviétique) qui unirait tous les peuples de Russie. L'État russe, selon lui, est dans un état de transition dans lequel tous les processus sont devenus plus actifs : à la fois l'intégration et la désintégration.
Il a poursuivi en énumérant les raisons qui accompagnent l'effondrement possible de la Russie comme suit :
- sentiments xénophobes (« La Russie aux Russes »),
- les tendances séparatistes des groupes ethniques minoritaires en Russie, et
- la transformation des républiques de Russie en États à part entière[1].

Dans son article, il s'oppose à l'opinion selon laquelle la désintégration avait déjà commencé, soulignant que des problèmes tels que l'extraterritorialité juridique, les cas de discrimination de l'ethnicité non titulaire dans les gouvernements républicains et la radicalisation de l'islam existent.

### Autres sources et raisons russes
À la fin des années 1990 et au début des années 2000, le gouvernement russe a interdit au Tatarstan de passer de l'alphabet cyrillique à l'alphabet latin, craignant qu'une telle décision ne perturbe l'unité interne et n'entraîne la dislocation. D'autre part, dans les années 2020, le Kazakhstan, un pays indépendant formé après la dislocation de l'Union soviétique, a commencé à évoluer vers l'alphabet latin, ce qui serait pour se distancer de l'influence russe. Le gouvernement russe s'efforce de faire en sorte que toutes les langues de Russie (en) utilisent le cyrillique pour imposer l'unité.
Dans un rapport au club de réflexion conservateur Izborsky, un groupe d'analystes dirigé par A. Kobyakov, a répertorié les lignes de division de la société russe moderne qui pourraient potentiellement conduire à l'effondrement de l'État : inégalités socio-économiques, relations interethniques, aliénation. des élites du peuple, et opposition de la "classe créative" au reste de la société.
Le culturologue I. Yakovenko estime que la principale raison des processus de désintégration est le processus inégal de modernisation du marché dans différentes régions de Russie, ce qui accroît l'isolement économique de ces régions les unes par rapport aux autres. Yakovenko identifie les régions suivantes dans lesquelles, à son avis, la fédération de Russie pourrait se diviser : le nord et le sud de la Russie, la Sibérie, le Caucase du Nord et la frontière intercontinentale.
Selon le mathématicien Georgiy Malinetsky (ru), il y a quelques raisons possibles à l'effondrement de la Russie :
- la grande différence entre les niveaux de revenu des différentes couches sociales
- le grand écart économique entre les différentes régions de la Russie
- la complexité des communications entre les différentes régions du pays en raison du sous-développement des infrastructures
- la rupture des générations
- le renforcement des schismes existants dans un contexte religieux, culturel et national, et
- le renforcement du pouvoir des élus régionaux locaux.

### Valeurs démocratiques
Largement critiqué pour être antisémite et nationaliste extrême, Igor Chafarevitch a écrit l'essai de 1981 Russophobie dans lequel il accusait « les Juifs en quête de domination mondiale ». Il a allégué une « vaste conspiration contre la Russie et toute l'humanité » et qu'ils cherchent la destruction de la Russie par l'adoption d'une démocratie de style occidental.
Peter Eltsov, professeur à l'Université de la Défense nationale (États-Unis), a soutenu que la Russie ne peut pas survivre en tant que « véritable démocratie libérale » et « se désintégrerait probablement » si elle adoptait les valeurs occidentales.

### Irrédentisme

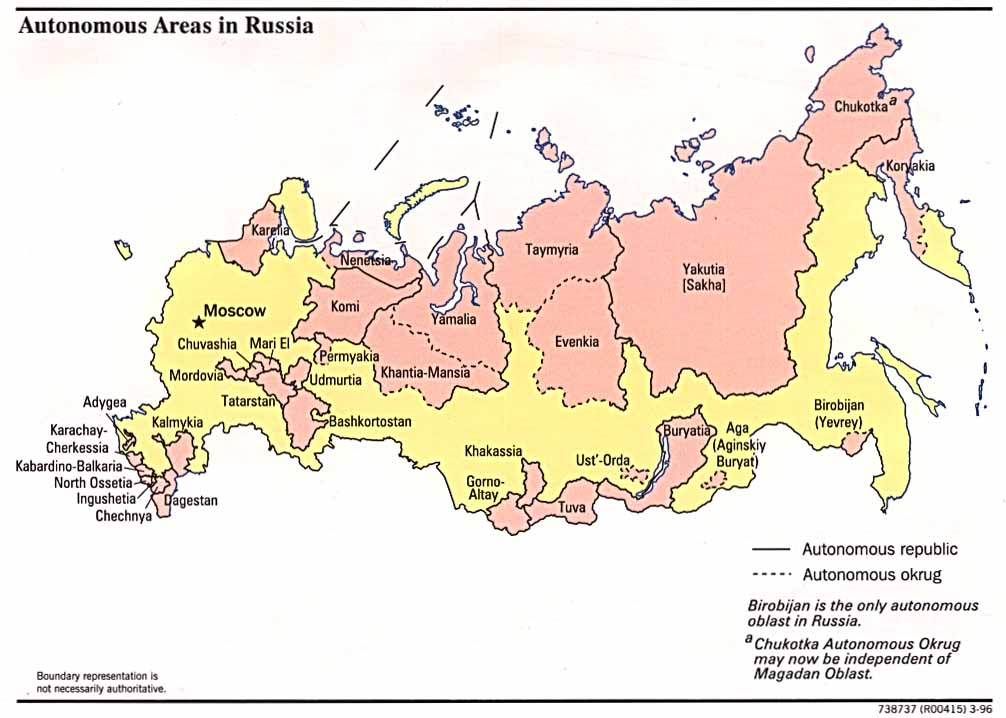
Zones autonomes de Russie en 1996.

Comme dans tout pays ayant des frontières terrestres, il existe de nombreuses ethnies vivant en Russie (en) apparentées ou identiques aux groupes ethniques titulaires des pays voisins. Dans certaines de ces régions frontalières, s'expriment des idées irrédentistes sur la réunification des peuples divisés.
En Bouriatie et dans deux okrougs autonomes bouriates, dont l'un est la Bouriatie-Oust-Orda, des idées sont exprimées de rejoindre la Mongolie dans le cadre de l'idée du pan-mongolisme,.
Certains nationalistes kazakhs souhaitent récupérer Orenbourg, l'ancienne capitale de la République socialiste soviétique kazakhe, et maintenant partie de la Russie dans l'oblast d'Orenbourg.
L'idée d'unir la Finlande et la Carélie en une Grande Finlande (la question carélienne) était autrefois populaire parmi une partie de la population de Finlande et de Carélie,.

### Conséquences de l'invasion russe de l'Ukraine en 2022
La sphère d'influence après la Seconde Guerre mondiale (le bloc de l'Est et le pacte de Varsovie) s'est effondrée en 1991 avec la dislocation susmentionnée de l'Union soviétique. La dislocation a été en grande partie non violente, bien qu'il ait été avancé que la violence de l'invasion russe de l'Ukraine (février 2022) résultait de la dislocation soviétique. En 2022, quelques semaines après cette invasion, certains commentateurs ont prédit un éventuel effondrement de la Russie, en particulier une fois qu'il est devenu évident que « l'opération militaire spéciale » de Vladimir Poutine n'allait pas être une victoire rapide,,,. Certains ont été plus précis et ont déclaré qu'un tel effondrement pourrait se produire d'ici 2025-2027.
En mai 2022, le journaliste américain Casey Michel appelait à la « décolonisation » de la Russie. À son avis, la dislocation de l'ancienne Union soviétique devrait se poursuivre, pour mettre fin au règne de Moscou sur les républiques de Russie. Quelques semaines plus tard, la Commission sur la sécurité et la coopération en Europe a organisé un événement sur « la nécessité de « décoloniser la Russie » en raison de « la guerre barbare de la Russie contre l'Ukraine », comme ils l'ont dit, appelant à une conversation sur « l'empire intérieur » de la Russie et notant « la domination de Moscou sur de nombreuses nations indigènes non russes ».
Malgré cela, la légion « Liberté de la Russie » s'oppose à tout effondrement de la Russie,.

## Opinions sur les conséquences d'une rupture russe
Dans une interview accordée au magazine Expert (en) en avril 2005, le chef de l'administration présidentielle, Dmitri Medvedev, a déclaré :

« Si nous ne parvenons pas à consolider l'élite, la Russie peut disparaître en tant qu'État unique... Les conséquences seront monstrueuses. La désintégration de l'Union peut ressembler à une matinée à l'école maternelle comparée à l'effondrement de l'État dans la Russie moderne »

— Dmitri Medvedev.
En 2011, lors d'une réunion de la commission gouvernementale pour le développement du district fédéral du Caucase du Nord à Goudermes, Vladimir Poutine a déclaré que si le Caucase devait soudainement quitter la Russie :

« Si cela se produit, alors, au même moment — pas même une heure, mais une seconde — il y aura ceux qui voudront faire de même avec d'autres entités territoriales de Russie, [...] et ce sera une tragédie qui affectera tous les citoyens russes sans exception. »

— Vladimir Poutine

### Europe de l'Est
- Question de Kaliningrad
- Liste des mouvements séparatistes actifs en Europe (en)

### Région du Caucase
- République montagnarde du Caucase du Nord (1917–1922)
- Émirat du Caucase (2007-2016)
  - Ajnad al-Kavkaz (2015–)
- Guérilla en Ciscaucasie (2009–2017)

### Asie de l'Est
- Peuples indigènes de Sibérie
- Contentieux relatif aux îles Kouriles
- Sécession en Chine (en)
- Liste des mouvements séparatistes actifs en Asie (en)
- Conflit frontalier sino-soviétique de 1969